# Hiddekel
Hiddekel  è una caratteristica di albedo della superficie di Marte.